# Вівсяне печиво з родзинками

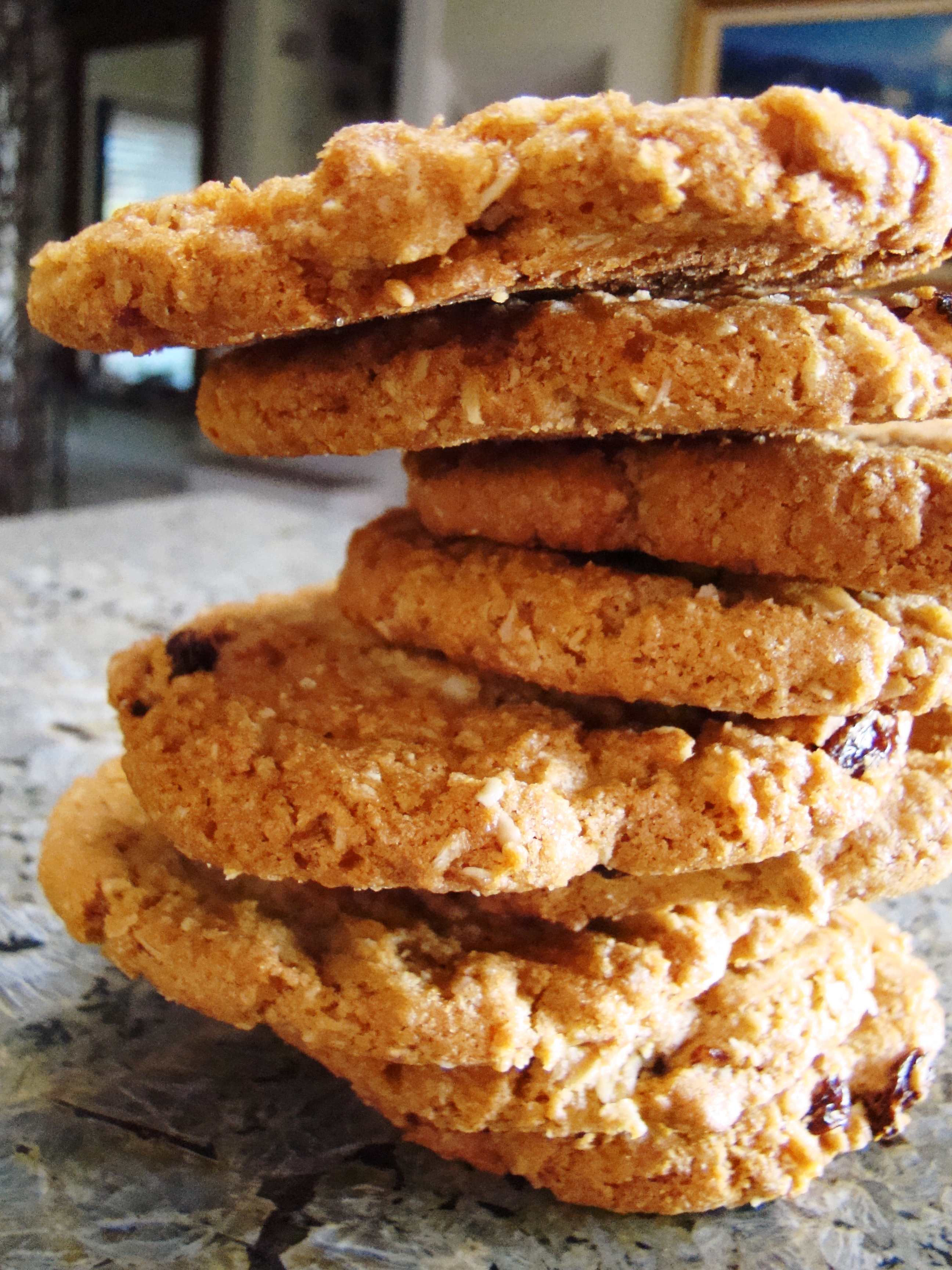
Веганське вівсяне печиво з родзинками

Вівся́не пе́чиво з родзи́нками — тип печива, що відрізняється тістом на основі вівсянки та родзинками, доданими під час змішування. Його інгредієнти також можуть включати борошно, цукор, яйця, сіль та різні спеції. Вівсяне печиво з родзинками стало одним з найпопулярніших печив у США.
Коли на початку 1900-х років печиво стало відомим у США, його стали називати «здоровою їжею» завдяки тому, що воно збільшує в організмі вміст клітковини та вітамінів від вівсянки та родзинок. Тим не менше, поживна цінність вівсяного печива з родзинками практично еквівалентна печиву з шоколадними дрібками, кожне з яких має практично однаковий вміст цукру, жиру, калорій та клітковини.

## Історія
Перший записаний рецепт вівсяного печива був опублікований у США Фанні Меррітт Фармер у своїй кулінарній книзі 1896 року «Бостонська кулінарна школа». Хоча оригінальний рецепт Фармер не містив родзинок, їх включення з часом почастішало, частково, завдяки рецептам вівсяного печива з родзинками, що з'явилися на упаковках Quaker Oats, починаючи з початку 1900-х років.